# Cophylinae
Sous-famille
Synonymes
- Rhombophryninae Noble, 1931

Les Cophylinae sont une sous-famille d'amphibiens de la famille des Microhylidae.
Elle a été créée en 1889 par Edward Drinker Cope, paléontologue et anatomiste américain.

## Répartition
Les espèces des cinq genres de cette sous-famille sont endémiques de Madagascar.

## Liste des genres
Selon Amphibian Species of the World (30 mars 2020) :
- Anilany Scherz, Vences, Rakotoarison, Andreone, Köhler, Glaw, and Crottini, 2016
- Anodonthyla Müller, 1892
- Cophyla Boettger, 1880
- Madecassophryne Guibé, 1974
- Mini Scherz et al., 2019
- Plethodontohyla Boulenger, 1882
- Rhombophryne Boettger, 1880
- Stumpffia Boettger, 1881

## Publications originales
- Cope, 1889 : The Batrachia of North America. U.S. National Museum Bulletin, no 34, p. 1-525 (texte intégral).
- Noble, 1931 : The Biology of the Amphibia. New York and London, McGraw-Hill, p. 1-577 (texte intégral).